# إذن لاستخدام القوة العسكرية ضد العراق قرار 1991
التخويل باستخدام القوة ضد العراق للحسم العسكري أو القرار المشترك على تخويل واستخدام القوات المسلحة للولايات المتحدة وفقا لقرار الأمم المتحدة مجلس الأمن 678 (اللقب الرسمي) كان ترخيص الكونغرس الأمريكي في 14 يناير 1991 لاستخدام الولايات المتحدة القوة العسكرية في حرب الخليج الثانية.
طلب الرئيس جورج بوش الأب قرار مشترك للكونغرس في 8 يناير 1991 قبل أسبوع واحد من الموعد النهائي للعراق الذي حدده في 29 نوفمبر 1990 قرار مجلس الأمن التابع للأمم المتحدة رقم 678. نشر الرئيس بوش أكثر من 500 ألف من قوات الولايات المتحدة دون تفويض من الكونجرس في المملكة العربية السعودية ومنطقة الخليج العربي في الأشهر الخمسة السابقة ردا على غزو الكويت من قبل العراق في 2 أغسطس 1990.

## التاريخ التشريعي
وافق مجلس الشيوخ على القرار المشترك 2 في مجلس الشيوخ في الولايات المتحدة في 12 يناير 1991 بأغلبية 52-47.
- س. ج. ريس 2 برعاية جون وارنر مع رعاية 34 نائب - 29 نائب جمهوري و5 نواب ديمقراطيين. (الديمقراطيون هم: هويل هيفلين وبينيت جونستون وجو ليبرمان وتشاك روب وريتشارد شيلبي).
- وافق 52-47 في 14:44 بتوقيت شرق الولايات المتحدة يوم السبت 12 يناير 1991.
  - الديمقراطيون: 10-45. 10 (18٪) من 56 من أعضاء مجلس الشيوخ الديمقراطيين صوتوا لصالح القرار وهم: جون برو وريتشارد بريان وآل جور وبوب غراهام وهاول هيفلين وبينيت جونستون وجو ليبرمان وهاري ريد وتشاك روب وريتشارد شيلبي.
  - الجمهوريون: 42-2. صوت تشاك غراسلي ومارك هاتفيلد ضد القرار.

وافق مجلس النواب المشترك على القرار 77 في مجلس نواب الولايات المتحدة في 12 يناير 1991 بأغلبية 250-183.
- ه. ج. ريس 77 برعاية زعيم الأقلية بوب ميشيل مع رعاية 31 نائب - 14 نائب جمهوري و17 نائب ديمقراطي (الديمقراطيون هم: غاري أكرمان ووليه اسبين وهاوراد بيرمان ودانتي فاسيل وتوم لانتوس وغريغ لافلين وميل ليفين ومارلين لويد وديف مكوردي وتشارلز توماس ماكميلين وغيليسبي ف. مونتغومري وجون مورثا وآيك سكيلتون وستيفن سولارز وتشارلز ستينهولم وروبرت توريسيللي وهارولد فولكمر).
- وافق: 250-183 في 15:51 بتوقيت شرق الولايات المتحدة يوم السبت 12 يناير 1991.
  - الديمقراطيون: 86-179. 86 (32%) من 267 الديمقراطيين صوتوا لصالح القرار.
    - كان ميرفين م. ديمالي ومو أودال مريضان ولم يصوتا ولكنهما كانا سيصوتان ضد القرار.

  - الجمهوريون: 164-3. النائبان سيلفيو كونتي وكوني موريلا وفرانك ريجز صوتوا ضد القرار.
- المستقلون: 0-1. النائب بيرني ساندرز صوت ضد القرار.
- بعد ذلك وافق مجلس النواب المشترك على القرار 77 من قبل مجلس الشيوخ بالاجماع.
- وقع القرار 77 من قبل الرئيس جورج بوش الأب في 14 يناير 1991.

## وصلات خارجية
- مكتبة الكونغرس ملخص القرار